# Хлапово (Поморське воєводство)
Хлапово (пол. Chłapowo, нім. Chlapau, 1942-45: Klappau) — село в Польщі, у гміні Владиславово Пуцького повіту Поморського воєводства.